# Винеторій-Міч (комуна)
Винеторій-Міч (рум. Vânătorii Mici) — комуна у повіті Джурджу в Румунії. До складу комуни входять такі села (дані про населення за 2002 рік):
- Ізвору (913 осіб)
- Вилчелеле (188 осіб)
- Винеторій-Марі (1301 особа)
- Винеторій-Міч (841 особа)
- Зедерічу (218 осіб)
- Корбянка (362 особи)
- Купеле (495 осіб)
- Пояна-луй-Стинге (731 особа)

Комуна розташована на відстані 43 км на захід від Бухареста, 73 км на північний захід від Джурджу, 139 км на схід від Крайови, 129 км на південь від Брашова.

## Населення
За даними перепису населення 2002 року у комуні проживали 5049 осіб.
Національний склад населення комуни:
| Національність | Кількість осіб | Відсоток |
| -------------- | -------------- | -------- |
| румуни         | 5047           | > 99,9%  |
| угорці         | 1              | < 0,1%   |
| українці       | 1              | < 0,1%   |

Рідною мовою назвали:
| Мова       | Кількість осіб | Відсоток |
| ---------- | -------------- | -------- |
| румунська  | 5047           | > 99,9%  |
| угорська   | 1              | < 0,1%   |
| українська | 1              | < 0,1%   |

Склад населення комуни за віросповіданням:
| Релігія       | Кількість осіб | Відсоток |
| ------------- | -------------- | -------- |
| православні   | 4998           | 99,0%    |
| адвентисти    | 48             | 1,0%     |
| римо-католики | 2              | < 0,1%   |
| п'ятдесятники | 1              | < 0,1%   |